# Gymnoprosopa polita
Gymnoprosopa polita är en tvåvingeart som beskrevs av Townsend 1892. Gymnoprosopa polita ingår i släktet Gymnoprosopa och familjen köttflugor. Inga underarter finns listade i Catalogue of Life.